# Typer Shark!
Typer Shark! é um jogo de digitação para Windows criado e desenvolvido pela empresa PopCap Games no ano de 2003.
O jogo apresenta um mergulhador que está procurando por destroços no fundo do mar a fim de encontrar tesouros. Enquanto ele desce até o fundo do oceano, levas de tubarões e piranhas aparecem. O jogador deve então digitar a letra inscrita na lateral do animal para eliminá-lo.

## Detalhes

O jogador deve digitar a letra mostrada no corpo dos peixes para matá-los.

Conforme o jogo avança, mais tipos de criaturas aparecerão. Haverá mais tipos de tubarões e piranhas, cada um mais difícil do que antes. Águas-vivas irão aparecer como um bônus, mas elas não ferem o mergulhador. Digitar as palavras na sua lateral irá fornecer pontos bônus e recargas extras. Peixes mutantes só aparecem depois que o jogador completa uma expedição e no modo abismo depois que o jogador atinge 2400 pés de profundidade, mas são extramemente raros. Peixes mutantes movem-se muito rapidamente e aparecem sempre sozinhos, a não ser pelo acompanhamento invariável de um cardume de piranhas. Os chefões devem ser derrotados para se completar um nível em alguns casos: nível 4; níveis 7, 8, 9; níveis 11, 12 e níveis 12 e 13 ou a cada 1000 pés no modo abismo. O jogador faz isso digitando as palavras ou letras em seus torpedos ou balas de canhão. A habilidade Shark Zapper não pode ser usada para derrotar chefões. No final de cada nível, o jogador precisa digitar tantas palavras quanto conseguir em um tempo limitado e encontra uma pérola. O jogador então consegue milhares de pontos bônus, incluindo pontos pela sua precisão no decorrer do nível.